# Coppa Italia 2020-2021
La Coppa Italia 2020-2021, denominata in occasione della finale TIMVISION Cup per ragioni di sponsorizzazione, è stata la 74ª edizione della manifestazione calcistica. È iniziata il 22 settembre 2020 e si è conclusa il 19 maggio 2021.
Il torneo è stato vinto dalla Juventus, al quattordicesimo successo nella manifestazione, che ha battuto in finale l'Atalanta per 2-1.

## Formula
Viene confermata la formula delle ultime stagioni, con 78 squadre partecipanti: 20 club di Serie A, 20 club di Serie B, 29 club di Serie C e 9 club di Serie D. A seconda del campionato in cui militano nella stagione attuale, tali squadre esordiscono nel torneo partendo da turni diversi.
L'intera competizione si svolge ad eliminazione diretta, con partite secche in ogni turno ad eccezione delle semifinali: queste ultime si articolano su andata e ritorno, con il criterio dei gol in trasferta. In caso di parità allo scadere dei tempi regolamentari, la vincitrice viene individuata dai supplementari e dagli eventuali rigori. Sono confermate un massimo di cinque sostituzioni, da effettuare utilizzando un massimo di tre interruzioni di gioco, durante la disputa degli incontri, come accaduto con la ripresa dell'edizione precedente, a partire dalle semifinali di ritorno, sospesa in precedenza a causa della pandemia di COVID-19; nel caso di supplementari, se la squadra ha effettuato meno di cinque sostituzioni nei tempi regolamentari, ha a disposizione una quarta interruzione di gioco per utilizzare i cambi rimasti.
Le squadre che hanno terminato il campionato di Serie A nelle prime 8 posizioni ("teste di serie") sono ammesse direttamente agli ottavi di finale. Durante i turni preliminari, ad usufruire del fattore campo è la squadra col numero di tabellone più basso (determinato da un sorteggio preliminare); anche nella fase ad eliminazione diretta è applicata tale regola (in particolare nelle semifinali serve a definire la squadra che giocherà in casa la partita di ritorno), ma viene osservata un'eccezione qualora ad affrontarsi siano una squadra di Serie A "testa di serie" e una squadra di Serie A "non testa di serie" (cioè che si è piazzata tra il 9º e il 17º posto in Serie A nella stagione precedente oppure che è stata promossa dalla Serie B ugualmente facendo riferimento alla passata stagione calcistica): in tal caso è previsto un sorteggio.
La finale ha avuto luogo al Mapei Stadium - Città del Tricolore di Reggio Emilia. Per la prima volta dall'edizione 2006-2007, essa si è disputata in una sede diversa dalla città di Roma.

### Struttura del torneo
|                                         | Squadre che entrano in questo turno | Squadre qualificate dal turno precedente     |
| --------------------------------------- | --- | -------------------------------------------- |
| Primo turno eliminatorio (36 squadre)   | - 27 squadre di Serie C (18 di esse sono designate "teste di serie" del primo turno e vengono loro attribuiti i numeri di tabellone dal 43 al 60) - 8 squadre dal girone A della Serie C 2019-2020 (dal 2º all'11º posto ad esclusione del 6º posto del Siena non iscritto al campionato e del 10º posto della Juventus U23) - 8 squadre dal girone B della Serie C 2019-2020 (dal 3º al 10º posto) - 9 squadre dal girone C della Serie C 2019-2020 (dal 2º al 10º posto) - 2 squadre retrocesse dalla Serie B 2019-2020 (19º e 20º posto) - 9 squadre della Serie D 2019-2020 |                                              |
| Secondo turno eliminatorio (40 squadre) | - 20 squadre di Serie B (tutte designate "teste di serie" del secondo turno con attribuzione di numeri di tabellone dal 21 al 40) - 3 squadre retrocesse dalla Serie A 2019-2020 - 13 squadre dalla Serie B 2019-2020 (i 5 perdenti dei playoff, le squadre dal 9º al 15º posto ed il vincitore dei play-out) - 4 squadre promosse dalla Serie C 2019-2020 - 2 squadre di Serie C (cui sono attribuiti i numeri di tabellone 41 e 42) - 2 squadre retrocesse dalla Serie B 2019-2020 (18º posto e perdente dei play-out)                                                        | - 18 vincenti del primo turno eliminatorio   |
| Terzo turno eliminatorio (32 squadre)   | - 12 squadre di Serie A (tutte designate "teste di serie" del terzo turno con attribuzione di numeri di tabellone dal 9 al 20) - 9 squadre dalla Serie A 2019-2020 (dal 9º al 17º posto) - 3 squadre promosse dalla Serie B 2019-2020 | - 20 vincenti del secondo turno eliminatorio |
| Quarto turno (16 squadre)               | | - 16 vincenti del terzo turno eliminatorio   |
| Fase finale (16 squadre)                | - 8 squadre di Serie A ("teste di serie" del torneo, cui sono attribuiti i numeri di tabellone dall'1 all'8) - 8 squadre dalla Serie A 2019-2020 (dal 1º all'8º posto) | - 8 vincenti del quarto turno                |

## Calendario
Il calendario è stato ufficializzato dalla Lega Nazionale Professionisti il 1º settembre 2020, mentre il sorteggio si è svolto l'8 settembre seguente presso la sede della Lega Serie A a Milano. 
| Fase              | Turno                      | Andata                      | Ritorno                     |
| ----------------- | -------------------------- | --------------------------- | --------------------------- |
| Turni eliminatori | Primo turno eliminatorio   | 22-23 settembre 2020        | 22-23 settembre 2020        |
| Turni eliminatori | Secondo turno eliminatorio | 29-30 settembre 2020        | 29-30 settembre 2020        |
| Turni eliminatori | Terzo turno eliminatorio   | 27-28 ottobre 2020          | 27-28 ottobre 2020          |
| Turni eliminatori | Quarto turno               | 24-25-26 novembre 2020      | 24-25-26 novembre 2020      |
| Fase finale       | Ottavi di finale           | 12-13-14-19-21 gennaio 2021 | 12-13-14-19-21 gennaio 2021 |
| Fase finale       | Quarti di finale           | 26-27-28 gennaio 2021       | 26-27-28 gennaio 2021       |
| Fase finale       | Semifinali                 | 2-3 febbraio 2021           | 9-10 febbraio 2021          |
| Fase finale       | Finale                     | 19 maggio 2021              | 19 maggio 2021              |

## Squadre
| Squadre  | Rank    |
| Serie A  | Serie A |
| -------- | ------- |
| Atalanta | 1       |
| Juventus | 2       |
| Inter    | 3       |
| Roma     | 4       |
| Napoli   | 5       |
| Milan    | 6       |
| Sassuolo | 7       |
| Lazio    | 8       |

| Squadre    | Rank    |
| Serie A    | Serie A |
| ---------- | ------- |
| Parma      | 9       |
| Crotone    | 10      |
| Torino     | 11      |
| Benevento  | 12      |
| Spezia     | 13      |
| Udinese    | 14      |
| Sampdoria  | 15      |
| Cagliari   | 16      |
| Verona     | 17      |
| Genoa      | 18      |
| Fiorentina | 19      |
| Bologna    | 20      |

| Squadre      | Rank    |
| Serie B      | Serie B |
| ------------ | ------- |
| Reggina      | 21      |
| Frosinone    | 22      |
| Chievo       | 23      |
| Venezia      | 24      |
| Cremonese    | 25      |
| Salernitana  | 26      |
| L.R. Vicenza | 27      |
| Cittadella   | 28      |
| Empoli       | 29      |
| Lecce        | 30      |
| SPAL         | 31      |
| Pescara      | 32      |
| Reggiana     | 33      |
| Cosenza      | 34      |
| Pordenone    | 35      |
| Monza        | 36      |
| Entella      | 37      |
| Pisa         | 38      |
| Ascoli       | 39      |
| Brescia      | 40      |
| Serie C      |         |
| Trapani      | 41      |
| Perugia      | 42      |

| Squadre            | Rank    |
| Serie C            | Serie C |
| ------------------ | ------- |
| Juve Stabia        | 43      |
| Ternana            | 44      |
| Potenza            | 45      |
| Carpi              | 46      |
| Alessandria        | 47      |
| Monopoli           | 48      |
| Catania            | 49      |
| Bari               | 50      |
| Feralpisalò        | 51      |
| Renate             | 52      |
| Novara             | 53      |
| Livorno            | 54      |
| Südtirol           | 55      |
| Pontedera          | 56      |
| Carrarese          | 57      |
| Catanzaro          | 58      |
| Padova             | 59      |
| Piacenza           | 60      |
| Teramo             | 61      |
| Virtus Francavilla | 63      |
| Arezzo             | 65      |
| Pro Patria         | 67      |
| Avellino           | 69      |
| Modena             | 73      |
| Sambenedettese     | 74      |
| Triestina          | 76      |
| AlbinoLeffe        | 77      |

| Squadre        | Rank    |
| Serie D        | Serie D |
| -------------- | ------- |
| Breno          | 62      |
| Ambrosiana     | 64      |
| Latte Dolce    | 66      |
| Gelbison       | 68      |
| Pineto         | 70      |
| Trastevere     | 71      |
| S.N. Notaresco | 72      |
| Casarano       | 75      |
| Tritium        | 78      |

## Partite

### Turni eliminatori

#### Primo turno
| Squadra 1   | Risultato   | Squadra 2          |
| ----------- | ----------- | ------------------ |
| Pontedera   | 1 - 2       | Arezzo             |
| Carrarese   | 4 - 0       | Ambrosiana         |
| Catania     | 1 - 2 (dts) | S.N. Notaresco     |
| Monopoli    | 1 - 0       | Modena             |
| Alessandria | 3 - 2       | Sambenedettese     |
| Renate      | 2 - 1       | Avellino           |
| Novara      | 3 - 1       | Gelbison           |
| Piacenza    | 1 - 2       | Teramo             |
| Livorno     | 1 - 2       | Pro Patria         |
| Padova      | 2 - 0       | Breno              |
| Feralpisalò | 1 - 0       | Pineto             |
| Ternana     | 1 - 2       | AlbinoLeffe        |
| Juve Stabia | 2 - 1       | Tritium            |
| Bari        | 4 - 0       | Trastevere         |
| Carpi       | 1 - 3 (dts) | Casarano           |
| Potenza     | 0 - 2       | Triestina          |
| Südtirol    | 2 - 1       | Latte Dolce        |
| Catanzaro   | 2 - 1       | Virtus Francavilla |

#### Secondo turno
| Squadra 1    | Risultato       | Squadra 2      |
| ------------ | --------------- | -------------- |
| Cremonese    | 4 - 0           | Arezzo         |
| Venezia      | 2 - 0           | Carrarese      |
| Pescara      | 1 - 1 (8-7 dtr) | S.N. Notaresco |
| Reggiana     | 0 - 3 (tav.)    | Monopoli       |
| Cosenza      | 0 - 0 (3-1 dtr) | Alessandria    |
| Empoli       | 2 - 1           | Renate         |
| Ascoli       | 1 - 4           | Perugia        |
| Brescia      | 3 - 0 (tav.)    | Trapani        |
| Cittadella   | 3 - 1           | Novara         |
| Reggina      | 1 - 0           | Teramo         |
| L.R. Vicenza | 3 - 2 (dts)     | Pro Patria     |
| Frosinone    | 1 - 3           | Padova         |
| Lecce        | 2 - 0           | Feralpisalò    |
| Entella      | 2 - 1           | AlbinoLeffe    |
| Pisa         | 2 - 0           | Juve Stabia    |
| SPAL         | 0 - 0 (4-2 dtr) | Bari           |
| Pordenone    | 3 - 0           | Casarano       |
| Monza        | 3 - 0           | Triestina      |
| Salernitana  | 3 - 0           | Südtirol       |
| Chievo       | 1 - 1 (6-7 dtr) | Catanzaro      |

#### Terzo turno
| Squadra 1  | Risultato       | Squadra 2    |
| ---------- | --------------- | ------------ |
| Cagliari   | 1 - 0           | Cremonese    |
| Verona     | 3 - 3 (3-1 dtr) | Venezia      |
| Parma      | 3 - 1           | Pescara      |
| Cosenza    | 2 - 1           | Monopoli     |
| Benevento  | 2 - 4           | Empoli       |
| Brescia    | 3 - 0           | Perugia      |
| Cittadella | 0 - 2           | Spezia       |
| Bologna    | 2 - 0           | Reggina      |
| Udinese    | 3 - 1           | L.R. Vicenza |
| Fiorentina | 2 - 1           | Padova       |
| Torino     | 3 - 1 (dts)     | Lecce        |
| Entella    | 3 - 1           | Pisa         |
| Crotone    | 1 - 1 (3-4 dtr) | SPAL         |
| Pordenone  | 0 - 0 (1-4 dtr) | Monza        |
| Sampdoria  | 1 - 0           | Salernitana  |
| Genoa      | 2 - 1           | Catanzaro    |

Note
1. ↑  Inversione di campo rispetto all'esito del sorteggio.

#### Quarto turno
| Squadra 1 | Risultato    | Squadra 2  |
| --------- | ------------ | ---------- |
| Cagliari  | 2 - 1        | Verona     |
| Parma     | 2 - 1        | Cosenza    |
| Empoli    | 3 - 0 (tav.) | Brescia    |
| Bologna   | 2 - 4 (dts)  | Spezia     |
| Udinese   | 0 - 1 (dts)  | Fiorentina |
| Torino    | 2 - 0        | Entella    |
| SPAL      | 2 - 0        | Monza      |
| Sampdoria | 1 - 3        | Genoa      |

Note
1. ↑  Inversione di campo rispetto all'esito del sorteggio.

### Fase finale

#### Ottavi di finale
| Squadra 1  | Risultato       | Squadra 2 |
| ---------- | --------------- | --------- |
| Atalanta   | 3 - 1           | Cagliari  |
| Lazio      | 2 - 1           | Parma     |
| Napoli     | 3 - 2           | Empoli    |
| Roma       | 0 - 3 (tav.)    | Spezia    |
| Fiorentina | 1 - 2 (dts)     | Inter     |
| Milan      | 0 - 0 (5-4 dtr) | Torino    |
| Sassuolo   | 0 - 2           | SPAL      |
| Juventus   | 3 - 2 (dts)     | Genoa     |

#### Quarti di finale
| Squadra 1 | Risultato | Squadra 2 |
| --------- | --------- | --------- |
| Atalanta  | 3 - 2     | Lazio     |
| Napoli    | 4 - 2     | Spezia    |
| Inter     | 2 - 1     | Milan     |
| Juventus  | 4 - 0     | SPAL      |

#### Semifinali
| Squadra 1 | Totale | Squadra 2 | Andata | Ritorno |
| --------- | ------ | --------- | ------ | ------- |
| Napoli    | 1 - 3  | Atalanta  | 0 - 0  | 1 - 3   |
| Inter     | 1 - 2  | Juventus  | 1 - 2  | 0 - 0   |

#### Finale
| Arbitro: | Massa (Imperia) |

|                  |           |                           |
| Malinovs'kyj 41’ | Marcatori | 31’ Kulusevski 73’ Chiesa |

| Atalanta | Juventus |

|                      |    |                     |     |     |
|                      |    |                     |     |     |
| P                    | 95 | Pierluigi Gollini   |     |     |
| D                    | 2  | Rafael Tolói        | 88’ | 77’ |
| D                    | 6  | José Luis Palomino  |     |     |
| D                    | 17 | Cristian Romero     | 78’ |     |
| C                    | 33 | Hans Hateboer       |     | 76’ |
| C                    | 15 | Marten de Roon      | 88’ |     |
| C                    | 11 | Remo Freuler        | 85’ |     |
| C                    | 8  | Robin Gosens        |     | 83’ |
| A                    | 32 | Matteo Pessina      |     | 68’ |
| A                    | 18 | Ruslan Malinovs'kyj | 36’ | 68’ |
| A                    | 91 | Duván Zapata        |     |     |
| A disposizione:      |    |                     |     |     |
| P                    | 31 | Francesco Rossi     |     |     |
| P                    | 57 | Marco Sportiello    |     |     |
| D                    | 3  | Joakim Mæhle        |     |     |
| D                    | 4  | Boško Šutalo        |     |     |
| A                    | 7  | Sam Lammers         |     |     |
| A                    | 9  | Luis Muriel         |     | 68’ |
| D                    | 13 | Mattia Caldara      |     |     |
| D                    | 19 | Berat Djimsiti      |     | 77’ |
| D                    | 40 | Matteo Ruggeri      |     |     |
| C                    | 59 | Aleksej Mirančuk    |     | 83’ |
| A                    | 72 | Josip Iličić        | 89’ | 76’ |
| C                    | 88 | Mario Pašalić       |     | 68’ |
| Allenatore:          |    |                     |     |     |
| Gian Piero Gasperini |    |                     |     |     |

|                 |    |                       |     |     |
|                 |    |                       |     |     |
| P               | 77 | Gianluigi Buffon      |     |     |
| D               | 16 | Juan Cuadrado         |     |     |
| D               | 4  | Matthijs de Ligt      | 40’ |     |
| D               | 3  | Giorgio Chiellini     | 27’ |     |
| D               | 13 | Danilo                |     |     |
| C               | 14 | Weston McKennie       |     |     |
| C               | 30 | Rodrigo Bentancur     |     |     |
| C               | 25 | Adrien Rabiot         |     |     |
| C               | 22 | Federico Chiesa       |     | 74’ |
| A               | 44 | Dejan Kulusevski      |     | 83’ |
| A               | 7  | Cristiano Ronaldo     |     |     |
| A disposizione: |    |                       |     |     |
| P               | 1  | Wojciech Szczęsny     |     |     |
| P               | 31 | Carlo Pinsoglio       |     |     |
| C               | 5  | Arthur                |     |     |
| C               | 8  | Aaron Ramsey          |     |     |
| A               | 9  | Álvaro Morata         |     |     |
| A               | 10 | Paulo Dybala          |     | 74’ |
| D               | 19 | Leonardo Bonucci      |     | 83’ |
| D               | 28 | Merih Demiral         |     |     |
| C               | 33 | Federico Bernardeschi |     |     |
| D               | 38 | Gianluca Frabotta     |     |     |
| Allenatore:     |    |                       |     |     |
| Andrea Pirlo    |    |                       |     |     |

## Tabellone (fase finale)
|  | Ottavi di finale | Ottavi di finale |   |          | Quarti di finale | Quarti di finale |  |        | Semifinali | Semifinali | Semifinali | Semifinali |  |          | Finale | Finale |
|  |                  |                  |   |          |                  |                  |  |        |            |            |            |            |  |          |        |        |
|  | Napoli           | 3                |   |          |                  |                  |  |        |            |            |            |            |  |          |        |        |
|  | Empoli           | 2                |   |          |                  |                  |  |        |            |            |            |            |  |          |        |        |
|  | Empoli           | 2                |   | Napoli   | 4                |                  |  |        |            |            |            |            |  |          |        |        |
|  |                  |                  |   | Napoli   | 4                |                  |  |        |            |            |            |            |  |          |        |        |
|  |                  | Spezia           | 2 |          |                  |                  |  |        |            |            |            |            |  |          |        |        |
|  | Roma             | Spezia           | 2 | 0        |                  |                  |  |        |            |            |            |            |  |          |        |        |
|  | Roma             |                  |   | 0        |                  |                  |  |        |            |            |            |            |  |          |        |        |
|  | Spezia (tav.)    | 3                |   |          |                  |                  |  |        |            |            |            |            |  |          |        |        |
|  | Spezia (tav.)    | 3                |   |          |                  |                  |  | Napoli | 0          | 1          | 1          |            |  |          |        |        |
|  |                  |                  |   |          |                  |                  |  | Napoli | 0          | 1          | 1          |            |  |          |        |        |
|  |                  | Atalanta         | 0 | 3        | 3                |                  |  |        |            |            |            |            |  |          |        |        |
|  | Atalanta         | Atalanta         | 0 | 3        | 3                | 3                |  |        |            |            |            |            |  |          |        |        |
|  | Atalanta         |                  |   |          |                  | 3                |  |        |            |            |            |            |  |          |        |        |
|  | Cagliari         | 1                |   |          |                  |                  |  |        |            |            |            |            |  |          |        |        |
|  | Cagliari         | 1                |   | Atalanta | 3                |                  |  |        |            |            |            |            |  |          |        |        |
|  |                  |                  |   | Atalanta | 3                |                  |  |        |            |            |            |            |  |          |        |        |
|  |                  | Lazio            | 2 |          |                  |                  |  |        |            |            |            |            |  |          |        |        |
|  | Lazio            | Lazio            | 2 | 2        |                  |                  |  |        |            |            |            |            |  |          |        |        |
|  | Lazio            |                  |   | 2        |                  |                  |  |        |            |            |            |            |  |          |        |        |
|  | Parma            | 1                |   |          |                  |                  |  |        |            |            |            |            |  |          |        |        |
|  | Parma            | 1                |   |          |                  |                  |  |        |            |            |            |            |  | Atalanta | 1      |        |
|  |                  |                  |   |          |                  |                  |  |        |            |            |            |            |  | Atalanta | 1      |        |
|  |                  | Juventus         | 2 |          |                  |                  |  |        |            |            |            |            |  |          |        |        |
|  | Fiorentina       | Juventus         | 2 | 1        |                  |                  |  |        |            |            |            |            |  |          |        |        |
|  | Fiorentina       |                  |   | 1        |                  |                  |  |        |            |            |            |            |  |          |        |        |
|  | Inter (dts)      | 2                |   |          |                  |                  |  |        |            |            |            |            |  |          |        |        |
|  | Inter (dts)      | 2                |   | Inter    | 2                |                  |  |        |            |            |            |            |  |          |        |        |
|  |                  |                  |   | Inter    | 2                |                  |  |        |            |            |            |            |  |          |        |        |
|  |                  | Milan            | 1 |          |                  |                  |  |        |            |            |            |            |  |          |        |        |
|  | Milan (dtr)      | Milan            | 1 | 0 (5)    |                  |                  |  |        |            |            |            |            |  |          |        |        |
|  | Milan (dtr)      |                  |   | 0 (5)    |                  |                  |  |        |            |            |            |            |  |          |        |        |
|  | Torino           | 0 (4)            |   |          |                  |                  |  |        |            |            |            |            |  |          |        |        |
|  | Torino           | 0 (4)            |   |          |                  |                  |  | Inter  | 1          | 0          | 1          |            |  |          |        |        |
|  |                  |                  |   |          |                  |                  |  | Inter  | 1          | 0          | 1          |            |  |          |        |        |
|  |                  | Juventus         | 2 | 0        | 2                |                  |  |        |            |            |            |            |  |          |        |        |
|  | Juventus (dts)   | Juventus         | 2 | 0        | 2                | 3                |  |        |            |            |            |            |  |          |        |        |
|  | Juventus (dts)   |                  |   |          |                  | 3                |  |        |            |            |            |            |  |          |        |        |
|  | Genoa            | 2                |   |          |                  |                  |  |        |            |            |            |            |  |          |        |        |
|  | Genoa            | 2                |   | Juventus | 4                |                  |  |        |            |            |            |            |  |          |        |        |
|  |                  |                  |   | Juventus | 4                |                  |  |        |            |            |            |            |  |          |        |        |
|  |                  | SPAL             | 0 |          |                  |                  |  |        |            |            |            |            |  |          |        |        |
|  | Sassuolo         | SPAL             | 0 | 0        |                  |                  |  |        |            |            |            |            |  |          |        |        |
|  | Sassuolo         |                  |   | 0        |                  |                  |  |        |            |            |            |            |  |          |        |        |
|  | SPAL             | 2                |   |          |                  |                  |  |        |            |            |            |            |  |          |        |        |

## Classifica marcatori
| Gol | Rigori |  | Giocatore           | Squadra     |
| --- | ------ |  | ------------------- | ----------- |
| 4   |        |  | Gianluca Scamacca   | Genoa       |
| 3   |        |  | Leonardo Mancuso    | Empoli      |
| 3   |        |  | Dennis Johnsen      | Venezia     |
| 3   |        |  | Hirving Lozano      | Napoli      |
| 3   |        |  | Dejan Kulusevski    | Juventus    |
| 2   |        |  | Umberto Eusepi      | Alessandria |
| 2   |        |  | Gianluca Gaetano    | Cremonese   |
| 2   | 2      |  | Mattia Marchi       | Reggiana    |
| 2   |        |  | Davide Merola       | Empoli      |
| 2   |        |  | Samon Rodríguez     | Casarano    |
| 2   | 1      |  | Nicolás Schiavi     | Novara      |
| 2   | 1      |  | Giuseppe Sibilli    | Pisa        |
| 2   | 1      |  | Simone Verdi        | Torino      |
| 2   |        |  | Nedim Bajrami       | Empoli      |
| 2   |        |  | Juan Brunetta       | Parma       |
| 2   |        |  | Simone Della Latta  | Padova      |
| 2   |        |  | Francesco Galuppini | Renate      |
| 2   |        |  | Yann Karamoh        | Parma       |
| 2   |        |  | Emmanuel Latte Lath | Pro Patria  |
| 2   |        |  | Giulio Maggiore     | Spezia      |
| 2   |        |  | Riccardo Orsolini   | Bologna     |
| 2   |        |  | Sean Parker         | Pro Patria  |
| 2   |        |  | Claudio Santini     | Padova      |
| 2   |        |  | Riccardo Saponara   | Spezia      |
| 2   | 1      |  | Romelu Lukaku       | Inter       |
| 2   |        |  | Ruslan Malinovs'kyj | Atalanta    |
| 2   |        |  | Aleksej Mirančuk    | Atalanta    |
| 2   | 1      |  | Álvaro Morata       | Juventus    |
| 2   |        |  | Riccardo Sottil     | Cagliari    |
| 2   |        |  | Daniele Verde       | Spezia      |
| 2   |        |  | Federico Chiesa     | Juventus    |
| 2   | 1      |  | Cristiano Ronaldo   | Juventus    |
| 2   |        |  | Matteo Pessina      | Atalanta    |